# Asha de Vos
Asha de Vos est une biologiste marine sri-lankaise, éducatrice sur l'océan et pionnière des recherches sur la baleine bleue dans le nord de l'océan Indien. Elle est connue pour son projet Blue Whale. Elle est une ancienne boursière TED et fait partie des 100 femmes les plus influentes selon la BBC en 2018.

## Éducation
De Vos fait ses études primaires au Ladies' College de Colombo avant de déménager en Écosse pour ses études de premier cycle en biologie marine et environnementale à l'Université de St Andrews. Elle obtient ensuite un master en bio-sciences intégratives à l'Université d'Oxford et un doctorat de l'Université d'Australie-Occidentale. De Vos est la première et la seule Sri Lankaise à obtenir un doctorat en recherche sur les mammifères marins.
Après son doctorat en 2003, elle part pour la Nouvelle-Zélande d'où elle envoie des lettres à Roger Payne, un biologiste marin qui a découvert les chansons des baleines à bosse, pour faire partie de son équipage faisant des recherches sur le sperme des baleines aux Maldives. L'année suivante, elle repart au Sri Lanka après le tsunami afin de travailler dans une organisation de conservation marine.

## Carrière
Elle fonde en 2008 le Sri Lankan Blue Whale Project, qui constitue la première étude à long terme sur les rorquals bleus, en particulier les baleines pygmées dans le nord de l'océan Indien. Dans le cadre de ses recherches, la Commission baleinière internationale désigne les rorquals bleus du Sri Lanka comme une espèce ayant un besoin urgent de recherche en matière de conservation et commence à collaborer avec le gouvernement du Sri Lanka sur les collisions entre navires et rorquals. En collaboration avec une équipe de l'Université de Californie à Santa Cruz, elle monte un projet permettant de calculer comment réduire les risques de collisions entre bateaux et rorquals. De Vos fonde alors l'association à but non lucratif Oceanswell, le premier centre de recherche et de préservation sur les mammifères marins au Sri Lanka.
En 2014, elle donne une Conférence TED intitulée « Why you should care about whale poo ». où elle explique comment les excréments des baleines permettent la fertilisation des phytoplancton à la surface de la mer,.

## Distinctions
En 2013, elle reçoit le prix du président sri-lankais pour les publications scientifiques. Le magazine GOOD la liste parmi ses 100 personnalités de l'année en 2016.
Le 26 mai 2018, lors de la première édition des British Alumni Awards du British Council, elle reçoit le prix Golden Alumni Award dans la catégorie « Réalisation professionnelle ». Plus tard dans l'année, elle rejoint la liste des 100 femmes de l'année créée par la BBC, reçoit le prix WINGS WorldQuest Women of Discovery Sea et le prix de la Sri-Lankaise de l'année par le magazine LMD.

## Voir également
- Baleine bleue